# Canon EOS D60
Pour les articles homonymes, voir D60.
D30 10D
Le Canon EOS D60 est un appareil photographique reflex numérique semi-professionnel au format APS-C de 6,3 mégapixels commercialisé par Canon en mars 2002.
Cet appareil appartient à la gamme Canon EOS (Electro Optical System). Il est le successeur de l'EOS D30 et le prédécesseur de l'EOS 10D.

## Caractéristiques
- capteur CMOS 22,7 × 15,1 mm  (APS-C)
- définition de 6,3 mégapixels
- Définition maximale 3072 × 2048
- Facteur de conversion de focale 1,6 ×
- Objectifs Canon EF mais pas EF-S
- 3 collimateurs de mise au point
- Sensibilité ISO de 100, 200, 400, 800, 1000
- Vitesse d'obturation de 30 à 1 / 4000
- Exposition TTL sur 35 zones avec 3 modes : évaluative, pondérée centrale, partielle
- Compensation de l'exposition  -2 EV à +2 EV par 1 / 3 EV ou 1 / 2 EV
- Balance des blancs automatique (plus 5 positions et préréglage manuel)
- Viseur pentaprisme
- Écran couleur à cristaux liquides TFT de 46 mm
- Mode flash E-TTL
- 3 images par seconde en mode rafale (max. 8 images)
- Dimensions (L×H×P) : 150 × 107 × 75 mm
- Poids (boîtier seul) : 780 g

## Accessoires

### Flash
L'EOS D60 est compatible avec tous les flashes de la gamme Canon Speedlite numérique.

### Objectifs
L'EOS D60 est compatible avec tous les objectifs Canon EF mais pas les EF-S.

### Poignée d'alimentation
Il existe un grip (poignée) pour l' EOS D60 : Le grip Canon BG-ED3